# Catherine Jatta
Catherine Jatta, née le 21 novembre 2001, est une footballeuse internationale gambienne évoluant au poste d'attaquante.

## Carrière
Catherine Jatta commence à pratiquer le football dès le plus jeune âge. 
Elle joue en club avec les Interior Ladies (devenus par la suite le Gambia Police Force FC), avec lesquelles elle est sacrée championne de Gambie et meilleure buteuse du championnat en 2021.
En sélection, elle évolue en équipe de Gambie des moins de 17 ans en 2017, en équipe de Gambie des moins de 20 ans en 2019, avant d'être sélectionnée pour la première fois en 2021 pour les qualifications à la Coupe d'Afrique des nations féminine de football 2022, jouant son premier match contre la Sierra Leone le 18 octobre 2021 ; elle est titulaire lors de cette rencontre.

## Palmarès
Interior Ladies / Gambia Police Force FC
- Championnat de Gambie
  - Championne en 2021[1]
- Coupe de Gambie
  - Vainqueur en 2018[3]
- Supercoupe de Gambie
  - Vainqueur en 2017[4]

## Distinctions individuelles
- Meilleure buteuse du Championnat de Gambie en 2021[1]